# 姚李镇
姚李镇，是中华人民共和国安徽省六安市叶集区下辖的一个乡镇级行政单位。

## 行政区划
姚李镇下辖以下地区：
关山村、大顾店村、曾墩村、鲁大庄村、长塔寺村、看花楼村、龙凤村、城东岗村、山河村、漫山红村、合兴村、双红村、红星村、汇文村、育才村、裕园村和光华村。